# Cuando Frank conoció a Carlitos
Cuando Frank conoció a Carlitos es una película musical argentina de 2023 dirigida por Karina Insausti para la plataforma Disney+. Guionada por Raúl López Rossi y Gustavo González, Cuando Frank conoció a Carlitos narra la historia de un encuentro imaginario entre Carlos Gardel y Frank Sinatra en 1934, en Nueva York.
La historia parte del ficticio pero muy difundido mito de un encuentro y narra temas que interpelan a dos de los cantantes más conocidos de América: amistades, pasiones y el barrio. Cuando Frank conoció a Carlitos se estrenó el 18 de agosto en Disney+ y es protagonizada por Oscar Lajad como Carlos Gardel y Pablo Turturiello como Frank Sinatra. 
Luego del estreno por la plataforma, el musical fue llevado al teatro.

## Reparto
- Oscar Lajad como Carlos Gardel
- Pablo Turturiello como Frank Sinatra
- Antonella Misenti como Nancy Barbato